# Église Saint-Michel de Cluj-Napoca

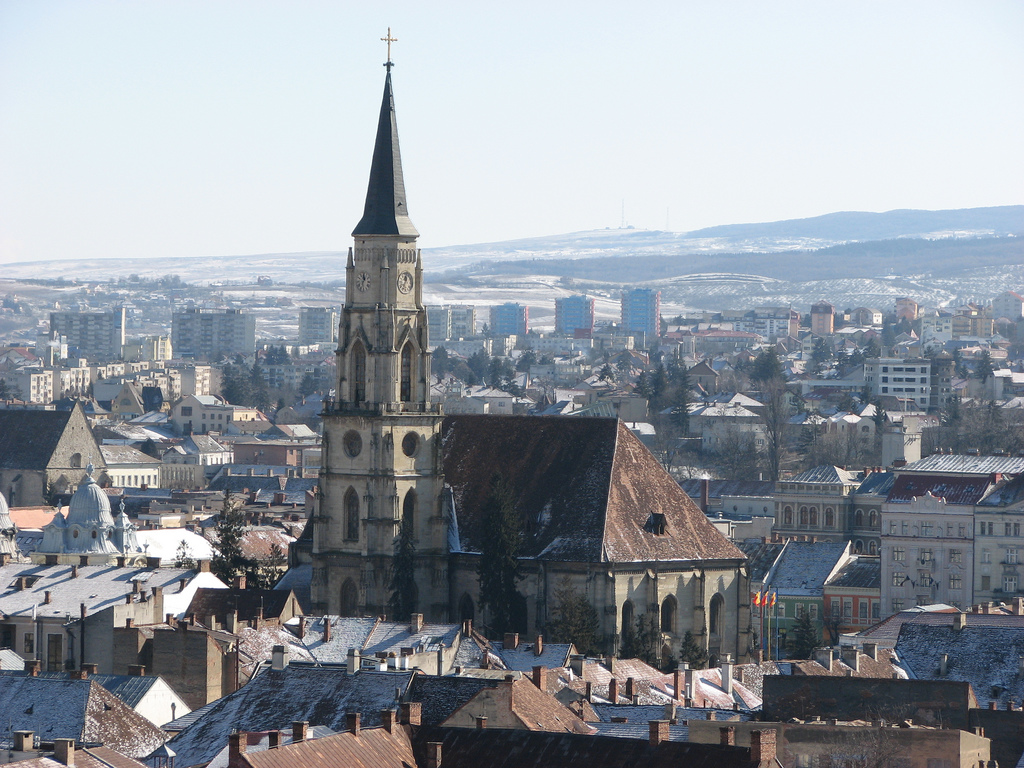
L'Église Saint Michel vue du nord-ouest

L'Église catholique romaine Saint Michel de Cluj (en allemand Klausenburger Michaelskirche, en hongrois Kolozsvári Szent Mihály-templom, en roumain Biserica Sfântul Mihail), l'un des plus valeureux monuments d'architecture gothique de Cluj-Napoca, se trouve sur la place de l'Union du centre-ville (en roumain Piața Unirii). À côté de l'Église Noire de Brașov et de la Cathédrale évangélique de Sibiu,  l'église Saint Michel est aussi l'un des plus imposants édifices religieux gothiques de la Roumanie.

## Histoire

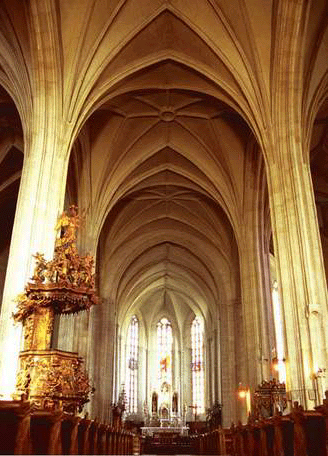
L'Église Saint Michel de Cluj/Kolozsvár

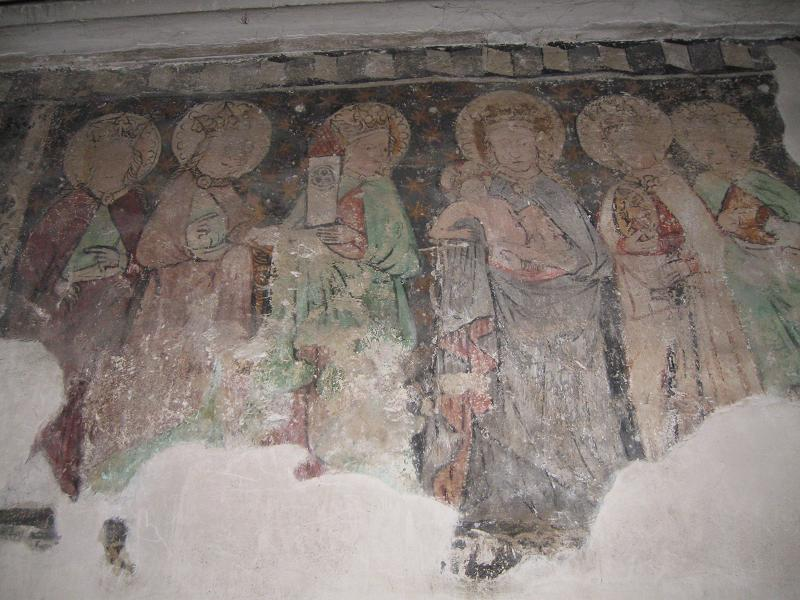
Fragment d'une fresque datant du début du XVe siècle.

Par l'édit du 19 août 1316, Charles Robert de Hongrie accorda à la ville de Cluj une série de privilèges et de libertés, dont celui de choisir librement son curé. C'est à ce moment que commença l'édification d'une nouvelle église paroissiale, sur un terrain qui avait servi précédemment de cimetière et où il y avait aussi une chapelle dédiée à Saint Jacques. Peu de documents de cette période nous sont parvenus. Par un de ces documents, rendu en janvier 1349 par la cour pontificale d'Avignon, on pardonnait les péchés à tous ceux qui contribuaient financièrement à l'édification de l'Église Saint Michel.
L'église fut érigée en deux étapes majeures, mais des interventions ponctuelles eurent lieu jusqu'au XIXe siècle. La première étape débuta en 1316 et finit en 1390, quand l'abside et le chœur furent achevés. La deuxième étape se déroula de 1410 à 1487.
La façade ouest de l'église aurait dû avoir deux tours, mais seulement la tour nord-ouest fut érigée entre 1511 et 1543. Un violent incendie endommagea irrémédiablement la tour en 1697, ce qui entraîna sa reconstruction, cette fois-ci en style baroque. Achevée en 1744, cette tour fut démolie en 1763 à la suite d'un tremblement de terre qui l'avait sérieusement détérioré. La construction de l'actuelle tour néogothique débuta en 1837 et finit en 1860. À ce jour, elle est la plus haute tour d'église de la Roumanie.
À la suite de la réforme protestante, l'édifice a desservi plusieurs communautés appartenant à cette confession. Ainsi, de 1545 à 1558 cette église a appartenu à la communauté luthérienne, de 1558 à 1566 à la communauté calviniste et, à partir de 1566, elle a été pendant un siècle et demi le principal édifice de la communauté unitarienne de Cluj-Napoca. En 1716, à la suite de la Contre-Réforme soutenue par les Habsbourg qui venaient de devenir les maîtres de la Transylvanie, l'édifice a été restitué à l'Église catholique. Peu de temps après cette date, l'édifice, dont la décoration avait été altérée à la suite de la Réforme, a été rénové en style baroque par  Johannes Nachtigall et Anton Schuchbauer.
L'édifice témoigna de plusieurs moments importants de l'histoire de la Transylvanie. C'est dans cette église que Matthias Corvin reçut son baptême et que les princes Gabriel Bethlen, Sigismond Rákóczi, Sigismond Báthory et Gabriel Báthory furent sacrés.
À partir du XVIIIe siècle la paroisse construit plusieurs édifices (pour la plupart des magasins) autour de l'église. Ces bâtiments furent démolis en 1890 car ils cachaient la vue de l'église. C'est à la même époque que le portail baroque qui se trouvait à l'entrée ouest de l'église fut transféré devant l'Église des Saints Pierre et Paul.

## Architecture et décoration

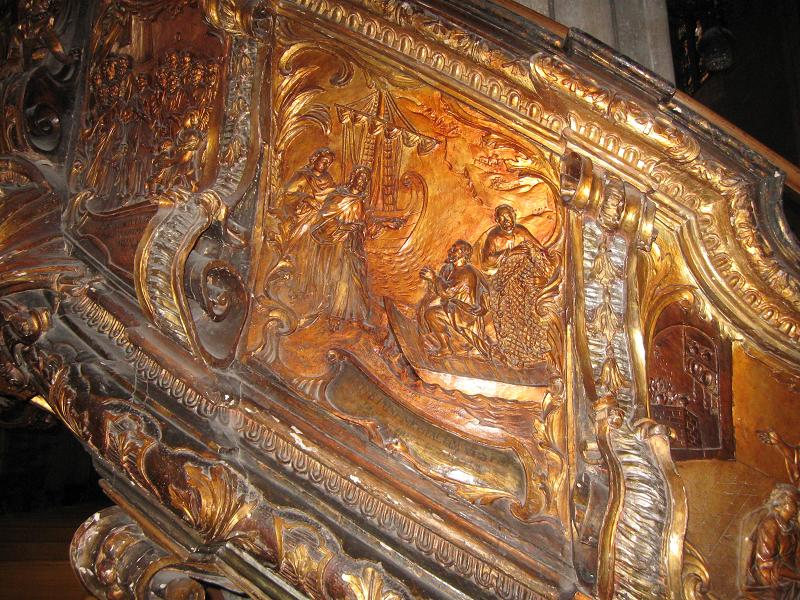
Détail de la chaire datant du XVIIIe siècle.